# 佐竹義躬
佐竹 義躬（さたけ よしみ）は、佐竹氏一門の佐竹北家第13代当主。佐竹北家角館第6代所預。

## 生涯
寛延2年（1749年）、佐竹義邦の長男として生まれる。明和6年（1769年）、父の隠居により家督を相続し、角館城代となる。安永4年（1776年）、藩主佐竹義敦の帰国の御礼使者として江戸に出府し、将軍徳川家治に拝謁する。天明元年（1781年）、光格天皇即位式典の祝賀使を務める。天明8年（1789年）、藩主佐竹義和の将軍徳川家斉への御目見の介添えを務める。寛政5年（1793年）、郷校弘道書院を開設する。寛政11年（1799年）、隠居して家督を嫡男義文に譲る。寛政12年（1800年）死去、享年52。
小田野直武から教えを受けて、花鳥図などの洋風画を描いており、直武・佐竹義敦（曙山）と並ぶ秋田蘭画の代表的な画家の一人である。父義邦と同じく谷素外に師事し、素盈と号した俳人としても活躍している。

## 作品
| 作品名         | 技法     | 形状・員数 | 寸法（縦x横cm） | 所有者                         | 年代 | 落款・印章                                                                                 | 備考                                                         |
| -------------- | -------- | ---------- | --------------- | ------------------------------ | ---- | ------------------------------------------------------------------------------------------ | ------------------------------------------------------------ |
| 松にこぶし図   | 絹本著色 | 1幅        | 121.0x31.0      | 歸空庵（板橋区立美術館寄託）   |      | 款記「雪松畫」/「源義躬」朱文方印・「字通大」白文方印                                      |                                                              |
| 桜図           | 絹本著色 | 1幅        | 98.7x33.8       | 神戸市立博物館                 |      |                                                                                            |                                                              |
| 岩に牡丹図     | 絹本著色 | 1幅        | 100.5x31.5      | 個人                           |      | 款記「小松山人源義躬畫」/「小松山人」朱文方印・「源義躬印」白文方印                        |                                                              |
| 岩に牡丹図     | 絹本著色 | 1幅        | 93.2x31.3       | 個人                           |      | 款記「源義躬」/「小松山人」朱文方印・「源義躬印」白文方印                                  |                                                              |
| 岩に牡丹図     | 絹本著色 | 1幅        | 108.0x28.8      | 秋田県立近代美術館             |      | 款記なし/「義躬」白文方印・「一謙亭」朱文方印                                              | 義躬の父・義邦による賛「昔吟 此家に 是はと おもふ 牡丹かな」 |
| 白牡丹図       | 紙本著色 | 1幅        |                 | 秋田市立千秋美術館             |      |                                                                                            |                                                              |
| 岩に蔦と芙蓉図 | 紙本著色 | 1幅        |                 | 秋田市立千秋美術館             |      |                                                                                            |                                                              |
| 金頭図         | 紙本著色 | 1幅        |                 | 個人（秋田市立千秋美術館寄託） |      |                                                                                            |                                                              |
| 紫陽花図       |          | 1幅        |                 | 角館歴史村・青柳家             |      |                                                                                            |                                                              |
| 円窓牡丹図     | 絹本著色 | 1幅        | 73.3x32.8       | 神戸市立博物館                 |      | 款記「添幽仙客」「嘯月閑人」/「小松山人源義躬畫」/「小松山人」白文方印・「源義躬」朱文方印 |                                                              |
| 紅毛玻璃図     | 絹本著色 | 1幅        | 37.0x53.0       | 秋田県立近代美術館             |      | 「小松山人」朱文方印・「源義躬印」白文方印                                                 | 田代忠国との合作                                             |
| 植物写生図     | 紙本著色 | 10幅       |                 | 仙北市学習資料館               |      | 無款                                                                                       | 仙北市指定文化財                                             |